# Karlstjärnen, Härjedalen
Karlstjärnen är en sjö i Härjedalens kommun i Härjedalen och ingår i Ljusnans huvudavrinningsområde.